# 津島市立神守小学校
津島市立神守小学校（つしましりつ かもりしょうがっこう）は、 愛知県津島市神守町中町にある公立小学校。

## 概要
津島市は濃尾平野の西部、名古屋市の西約16kmに位置し、1947年（昭和22年）3月に愛知県下9番目の市として発足した。神守小学校は津島市の北東に位置している。1647年（正保4）に佐屋街道の「神守宿」が定められ、憶感（おっかん）神社を中心に宿屋・商家が立ち並んでいた。神守町下町には「神守の一里塚」（江戸日本橋から93里目）が現存している。校区内は、農村地帯に住宅地が広がり、徐々に市街地へと変貌している。児童数（2020年5月1日現在）は、474人。

## 沿革
- 1889年（明治22年）10月1日 - 海東郡神守村から村制に変更、神守村が発足
- 1909年（明治42年） - 神守尋常高等小学校として設置
- 1941年（昭和16年）4月1日 - 国民学校令により、神守國民學校と改称
- 1947年（昭和22年）4月1日 - 学制改革により、神守村立神守小学校と改称
- 1955年（昭和30年）1月1日 - 海部郡神守村が津島市に編入され、津島市立神守小学校と改称

## 教育目標
- 考える子、強い子、心豊かな子

## 学校行事
| - 4月 入学式、始業式 - 5月 修学旅行、学童相撲大会、陸上競技大会 - 6月 野外学習 | - 7月 - 8月 - 9月 運動会 | - 10月 前期終了、後期始業式 - 11月 - 12月 | - 1月 - 2月 授業参観 - 3月 卒業式、修了式 |

## 委員会活動
•児童会、運動委員会、環境委員会、給食委員会、図書委員会、放送委員会など

## 通学区域
- 宇治町のうち字小切、下切町、椿市町、越津町、牛田町、百島町、莪原町、神守町[2]

## 進学先中学校
- 津島市立神守中学校[2]

## 校区内の主な施設
- 津島市神守支所
- 津島市神守公民館
- 津島警察署神守交番
- 神守郵便局
- 津島市立神守中学校

## 交通
- 名鉄津島線青塚駅から徒歩約33分